# Adam Hereth

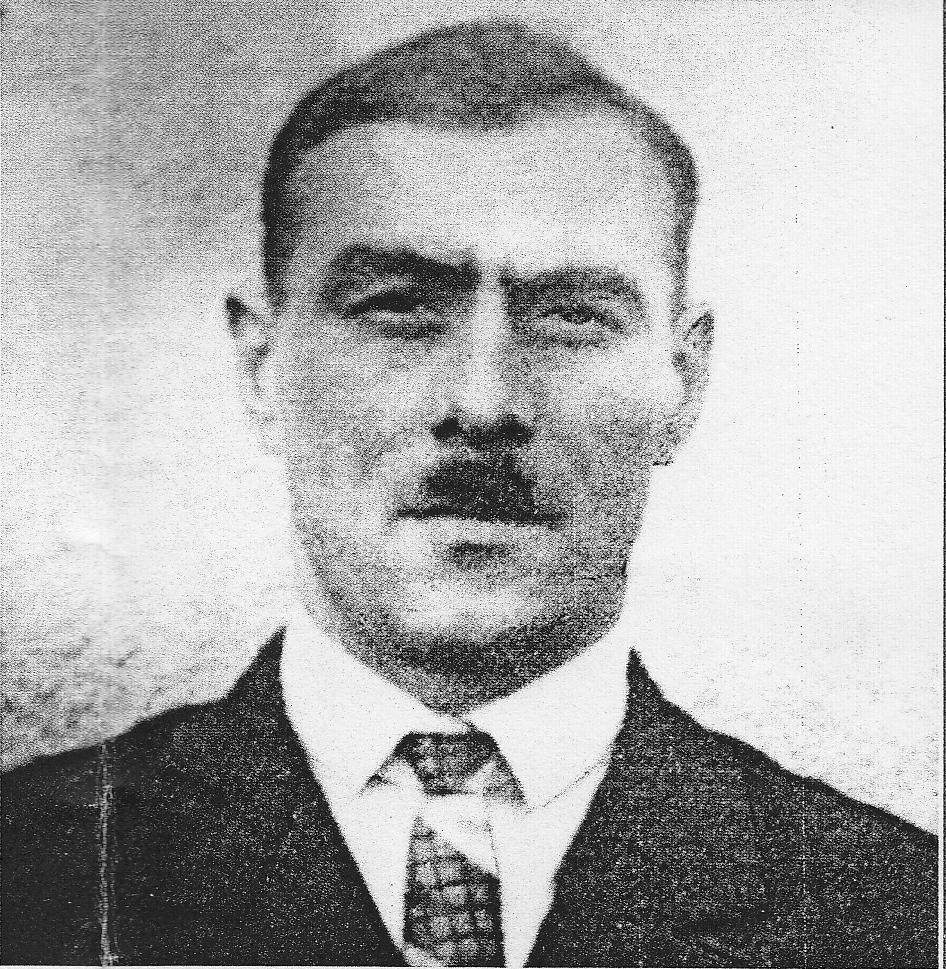
Adam Hereth

Adam Hereth (geboren am 16. Januar 1897 in Harsdorf bei Bayreuth; gestorben am 1. Juli 1934 im Konzentrationslager Dachau) war ein deutscher Arbeiter. Er wurde bekannt als eines der Opfer des sogenannten Röhm-Putsches.

## Leben und Wirken
Hereth wuchs in dem Dorf Harsdorf bei Bayreuth auf. Seinen Lebensunterhalt verdiente er als Zementierer und Fabrikarbeiter. Nach seiner Heirat zog er 1919 in das Dorf Laineck. Dort war er seit 1918 oder 1919 Vorsitzender des Turn- und Sportvereins ASV Laineck. Politisch engagierte Hereth sich in der Sozialdemokratischen Partei (SPD). 1930 übernahm er den Vorsitz des SPD-Ortsvereins in Laineck, den er bis zum Machtantritt der Nationalsozialisten im Frühjahr 1933 beibehielt. Daneben war er Mitglied im Reichsbanner Schwarz-Rot-Gold und in der Eisernen Front.
Seit 1933 wurde Hereth von den Nationalsozialisten mit Berufsverbot und diversen Alltagsschikanen belegt. Im Februar 1934 wurde er von lokalen SA-Leuten am Rosenberg in St. Georgen verhaftet, nachdem er sich öffentlich mit einem Anstecker der Eisernen Front (drei Pfeile) am Revers seines Anzuges oder Mantels gezeigt hatte. Er wurde an die Polizei übergeben und zunächst vom 25. Februar bis zum 16. März 1934 in der Strafanstalt St. Georgen festgehalten. Diese Schutzhaft wurde damit begründet, dass Hereth durch sein Auftreten „Anlass zu öffentlichem Ärgernis“ gegeben hätte. Am 16. März 1934 wurde er als Schutzhäftling ins Konzentrationslager Dachau überführt.
Am 1. Juli 1934 wurde Hereth bei der Röhm-Affäre zusammen mit vier anderen Schutzhäftlingen des Lagers (Julius Adler, Erich Gans, Walter Häbich und Paul Röhrbein) von Angehörigen der SS-Lagerwache erschossen. Da zumindest Adler, Gans, Häbich und Hereth nicht auf der offiziellen Totenliste der Gestapo zum 30. Juni auftauchen, muss angenommen werden, dass für diese Erschießungen kein Befehl aus Berlin vorlag, sondern dass die Entscheidung zu ihrer Erschießung ein eigenmächtiger Akt der Leitung von Dachau um Theodor Eicke war, die die günstige Gelegenheit des Vorgehens gegen die SA nutzen wollte, um einige besonders unliebsame Häftlinge loszuwerden. Nachträglich wurden diese Erschießungen damit gerechtfertigt, dass die Schutzhäftlinge sich „mit den Meuterern solidarisch erklärt“ hätten.
Ein Dachauer Wachmann machte 1949 folgende Angaben über Hereths Tod: „Im Sommer 1934 wurde dieser Hereth auf dem [der] neutralen Zone innerhalb des Lagers von dem bekannten Komp.Führer Spatzenegger angetroffen. Dieser stellte den Hereth zu[r] Rede, hat ihm einige Ohrfeigen heruntergezogen, worauf Hereth eine Handbewegung machte. Es hat dann geheissen, daß Hereth wegen Widerstand erschossen wurde. Spatzenegger hat Hereth noch an Ort und Stelle erschossen.“
Im September oder Oktober 1934 erhielt die Familie Hereths eine Todesmitteilung von der Dachauer Kommandantur, wonach Hereth am 2. Juli „auf der Flucht“ erschossen worden sei. Der Sarg mit seinem Leichnam wurde unter Bewachung nach Laineck transportiert und durfte nicht mehr geöffnet werden. Bereits am 24. Juli 1934 hatte die KZ-Verwaltung Hereths Witwe mitgeteilt, dass die restlichen Effekten des Toten (1 Paar Arbeitsschuhe, 1 Paar Strümpfe, 1 Hemd, 1 Unterhose und 2 Taschentücher) ihr zugesandt worden seien.
Adam Hereth wurde auf dem Friedhof des Bayreuther Stadtteils Sankt Johannis beerdigt.